# Daniel Bernhardt
Daniel Bernhardt (Worblaufen, 31 de Agosto de 1965) é um ator e especialista em artes marciais.

## Filmografia
- The Hunger Games: Catching Fire como Tributo Masculino Distrito 9
- Parker como Kroll
- Foodfight! (voz)
- Desire (Telenovela) como Vincent
- The Cutter como Dirk
- Children Of Wax como Murat
- Tornado como Josh Barnaby
- Strike Force como Toshko
- The Matrix Reloaded como Agente Johnson
- Global Effect como Marcus Poynt
- Mortal Kombat: Conquest como Siro
- Bloodsport 4: The Dark Kumite como John Keller
- G2: Mortal Conquest como Steven Colin
- Perfect Target como David Benson
- Bloodsport III como Alex Cardo
- True Vengeance como Allen Griffin
- Future War como O Fugitivo
- Black Sea Raid como Rick
- Bloodsport II: The Next Kumite como Alex Cardo